# سحر (خواننده)
سحر مقدّس (زادهٔ ۱۳ آذر ۱۳۶۴) با نام هنری سحر، خواننده‌ی پاپ اهل ایران است. سحر فعالیت حرفه‌ای خود را از سال ۱۳۹۰ در خارج از ایران با آهنگ «تو نباشی» شروع کرد و در سال ۱۳۹۶ با شرکت در برنامه شعر یادت نره! در شبکه من و تو به شهرت رسید.
او با تشویق خانواده و نزدیکانش در سن ۱۷ سالگی با شرکت در کلاس‌های موسیقی محمد نوری شروع به ارتقاء دانش موسیقی خود کرد. او برای گسترش فعالیت‌ها و ارتقای استعدادهای خود در عرصه خوانندگی تصمیم گرفت از ایران نقل مکان کند تا فرصت بیشتری برای تولید آهنگ داشته باشد و در سن ۱۹ سالگی آنها را در بازار عرضه کرد.
در سال ۲۰۱۲ اولین آهنگ رسمی خود را به نام «تو نباش» منتشر کرد، او همچنان به تولید آهنگ‌های بیشتری ادامه می‌دهد تا فعالیت بیشتری در صنعت موسیقی داشته باشد.

## ترانه‌شناسی

### آلبوم‌ها

#### الماس(۲۰۲۱)
| عنوان | ترانه‌سرا       | سال انتشار                   |
| ----- | -------------- | ---------------------------- |
| الماس | سحر نصری       | ۲۰۲۱                         |
| نرو   | میلاد کیان     | ۲۰۲۱                         |
| دلربا | شقایق امیرعضدی | ۲۰۲۱                         |
| باور  | رسول بهادیوند  | ۲۰۲۱                         |
| قرار  | میلاد ت.       | ۲۰۲۰ (ابتدا به عنوان تک‌آهنگ) |
| آقا   | محمد ابراهیمی  | ۲۰۲۱ (ابتدا به عنوان تک‌آهنگ) |

### تک آهنگ‌ها
| عنوان آهنگ    | سال پخش |
| ------------- | ------- |
| تو نباشی      | ۲۰۱۲    |
| مغرور         | ۲۰۱۲    |
| حس            | ۲۰۱۳    |
| خداحافظ       | ۲۰۱۳    |
| دوست دارم     | ۲۰۱۴    |
| غریبه         | ۲۰۱۴    |
| بدون من       | ۲۰۱۶    |
| یکم یکم       | ۲۰۱۶    |
| بهترین مرد    | ۲۰۱۶    |
| ای وای        | ۲۰۱۶    |
| برف           | ۲۰۱۷    |
| ای جان        | ۲۰۱۷    |
| بغض           | ۲۰۱۷    |
| خستم          | ۲۰۱۷    |
| فقط ده سالته  | ۲۰۱۸    |
| چه حالیه      | ۲۰۱۸    |
| شام رمانتیک   | ۲۰۱۷    |
| آزادی         | ۲۰۱۸    |
| لجباز         | ۲۰۱۹    |
| کی عاشقت کرده | ۲۰۱۹    |
| حیف           | ۲۰۱۹    |
| دو نفره       | ۲۰۱۹    |
| دل            | ۲۰۲۰    |
| مو بی تو      | ۲۰۲۰    |
| قرار          | ۲۰۲۰    |
| آقا           | ۲۰۲۱    |
| خبری نیست     | ۲۰۲۱    |
| هی            | ۲۰۲۲    |
| دلتنگی        | ۲۰۲۳    |
| یار جونی      | ۲۰۲۳    |
| تک ستاره      | ۲۰۲۴    |
| دخت ساحل      | ۲۰۲۴    |
| خاطرات        | ۲۰۲۵    |
| قالم گذاشتی   | ۲۰۲۵    |